# Ippolito II Bentivoglio
Ippolito Bentivoglio (1630 – 4 febbraio 1685) figlio del marchese Cornelio Bentivoglio, era un nobile italiano della famiglia dei Bentivoglio di Ferrara. Marchese di Magliano dal 1663 al 1685.

## Biografia
Il marchese Ippolito Bentivoglio d'Aragona in vita fu noto come autore di libretti. I suoi testi furono trasformati in opere presentate per la prima volta a Ferrara all'Accademia dello Spirito Santo, fondata dai Bentivoglio nel 1597, con musiche di Giovanni Legrenzi per Nino il giusto (1662), Achille in Sciro (1663, di nuovo eseguita nel 1664 e 1665 a Venezia ) e Zenobia e Radamisto (1665). Il suo oratorio Oratorio del giuditio, anch'esso con musica di Legrenzi, fu presentato per la prima volta in Austria nel 1665. Nel 1664 scrisse La Filli di Tracia che fu messo in musica da Andrea Mattioli.

## Matrimonio e figli
Ippolito Bentivoglio sposò nel settembre 1658 la cugina Lucrezia, figlia di Ascanio Pio di Savoia, Principe di S. Gregorio, e di Beatrice Bentivoglio. La coppia ebbe i seguenti figli:
- Maria Teresa, monaca;
- Beatrice (13 maggio 1661 - 5 aprile 1718), che il 2 febbraio 1676[6] sposò il conte Ercole II Pepoli;
- Isabella (10 marzo 1665 - ?), che sposò il marchese Giovanni Rondinelli
- Luigi (1666 – 1744), che sposò Marianna Pepoli;
- Cornelio (1668 - 1732), che in seguito divenne cardinale;
- Matilda (6 novembre 1671 - 13 marzo 1711), che sposò il marchese Mario Calcagnini;
- Ascanio (12 luglio 1673 - 5 agosto 1719), cavaliere nell'Ordine di Malta.

## Ascendenza
|                                               |                                           |                                                             | Genitori                                                     |  |  | Nonni |  |  | Bisnonni                                      |  |  | Trisnonni            |  |
|                                               |                                           |                                                             |                                                              |  |  |       |  |  | Cornelio I Bentivoglio, marchese di Gualtieri |  |  | Costanzo Bentivoglio |  |
|                                               |                                           |                                                             |                                                              |  |  |       |  |  | Cornelio I Bentivoglio, marchese di Gualtieri |  |  | Costanzo Bentivoglio |  |
|                                               |                                           | Costanza Elena Rangoni                                      |                                                              |  |  |       |  |  | Cornelio I Bentivoglio, marchese di Gualtieri |  |  |                      |  |
| Enzo Bentivoglio, marchese di Scandiano       |                                           |                                                             |                                                              |  |  |       |  |  | Cornelio I Bentivoglio, marchese di Gualtieri |  |  |                      |  |
|                                               |                                           | Isabella Bendidio                                           | Nicolò Bendidio                                              |  |  |       |  |  |                                               |  |  |                      |  |
|                                               |                                           | Isabella Bendidio                                           | Nicolò Bendidio                                              |  |  |       |  |  |                                               |  |  |                      |  |
|                                               |                                           | Isabella Bendidio                                           | Alessandra Rossetti                                          |  |  |       |  |  |                                               |  |  |                      |  |
| Cornelio II Bentivoglio, marchese di Magliano |                                           | Isabella Bendidio                                           |                                                              |  |  |       |  |  |                                               |  |  |                      |  |
|                                               |                                           | Francesco Martinengo Colleoni, conte di Malpaga e Cavernago | Bartolomeo Martinengo Colleoni, conte di Malpaga e Cavernago |  |  |       |  |  |                                               |  |  |                      |  |
|                                               |                                           | Francesco Martinengo Colleoni, conte di Malpaga e Cavernago | Bartolomeo Martinengo Colleoni, conte di Malpaga e Cavernago |  |  |       |  |  |                                               |  |  |                      |  |
|                                               |                                           | Francesco Martinengo Colleoni, conte di Malpaga e Cavernago | Paola da Ponte                                               |  |  |       |  |  |                                               |  |  |                      |  |
| Caterina Martinengo Colleoni                  |                                           | Francesco Martinengo Colleoni, conte di Malpaga e Cavernago |                                                              |  |  |       |  |  |                                               |  |  |                      |  |
|                                               |                                           | Beatrice Langosco                                           | Giovanni Tommaso Langosco, conte di Stroppiana               |  |  |       |  |  |                                               |  |  |                      |  |
|                                               |                                           | Beatrice Langosco                                           | Giovanni Tommaso Langosco, conte di Stroppiana               |  |  |       |  |  |                                               |  |  |                      |  |
|                                               |                                           | Beatrice Langosco                                           | Delia Roero Sanseverino                                      |  |  |       |  |  |                                               |  |  |                      |  |
| Ippolito II Bentivoglio, marchese di Magliano |                                           | Beatrice Langosco                                           |                                                              |  |  |       |  |  |                                               |  |  |                      |  |
|                                               | Nicola Palla Strozzi, patrizio di Ferrara | …                                                           |                                                              |  |  |       |  |  |                                               |  |  |                      |  |
|                                               | Nicola Palla Strozzi, patrizio di Ferrara | …                                                           |                                                              |  |  |       |  |  |                                               |  |  |                      |  |
|                                               | Nicola Palla Strozzi, patrizio di Ferrara | …                                                           |                                                              |  |  |       |  |  |                                               |  |  |                      |  |
| Alfonso Strozzi, conte                        | Nicola Palla Strozzi, patrizio di Ferrara |                                                             |                                                              |  |  |       |  |  |                                               |  |  |                      |  |
|                                               |                                           | Anna Bevilacqua                                             | Ippolito Bevilacqua, conte                                   |  |  |       |  |  |                                               |  |  |                      |  |
|                                               |                                           | Anna Bevilacqua                                             | Ippolito Bevilacqua, conte                                   |  |  |       |  |  |                                               |  |  |                      |  |
|                                               |                                           | Anna Bevilacqua                                             | Gerolama Guaresco                                            |  |  |       |  |  |                                               |  |  |                      |  |
| Anna Strozzi                                  |                                           | Anna Bevilacqua                                             |                                                              |  |  |       |  |  |                                               |  |  |                      |  |
|                                               |                                           | Alfonso Turchi, conte di Crespino e Ariano                  | Ippolito Turchi, conte di Crespino e Ariano                  |  |  |       |  |  |                                               |  |  |                      |  |
|                                               |                                           | Alfonso Turchi, conte di Crespino e Ariano                  | Ippolito Turchi, conte di Crespino e Ariano                  |  |  |       |  |  |                                               |  |  |                      |  |
|                                               |                                           | Alfonso Turchi, conte di Crespino e Ariano                  | Ippolita Tassoni                                             |  |  |       |  |  |                                               |  |  |                      |  |
| Caterina Turchi                               |                                           | Alfonso Turchi, conte di Crespino e Ariano                  |                                                              |  |  |       |  |  |                                               |  |  |                      |  |
|                                               |                                           | Livia Obizzi                                                | Pio Enea I Obizzi, marchese                                  |  |  |       |  |  |                                               |  |  |                      |  |
|                                               |                                           | Livia Obizzi                                                | Pio Enea I Obizzi, marchese                                  |  |  |       |  |  |                                               |  |  |                      |  |
|                                               |                                           | Livia Obizzi                                                | Eleonora Martinengo Cesaresco                                |  |  |       |  |  |                                               |  |  |                      |  |
|                                               |                                           | Livia Obizzi                                                |                                                              |  |  |       |  |  |                                               |  |  |                      |  |